# ブラック・ブラント

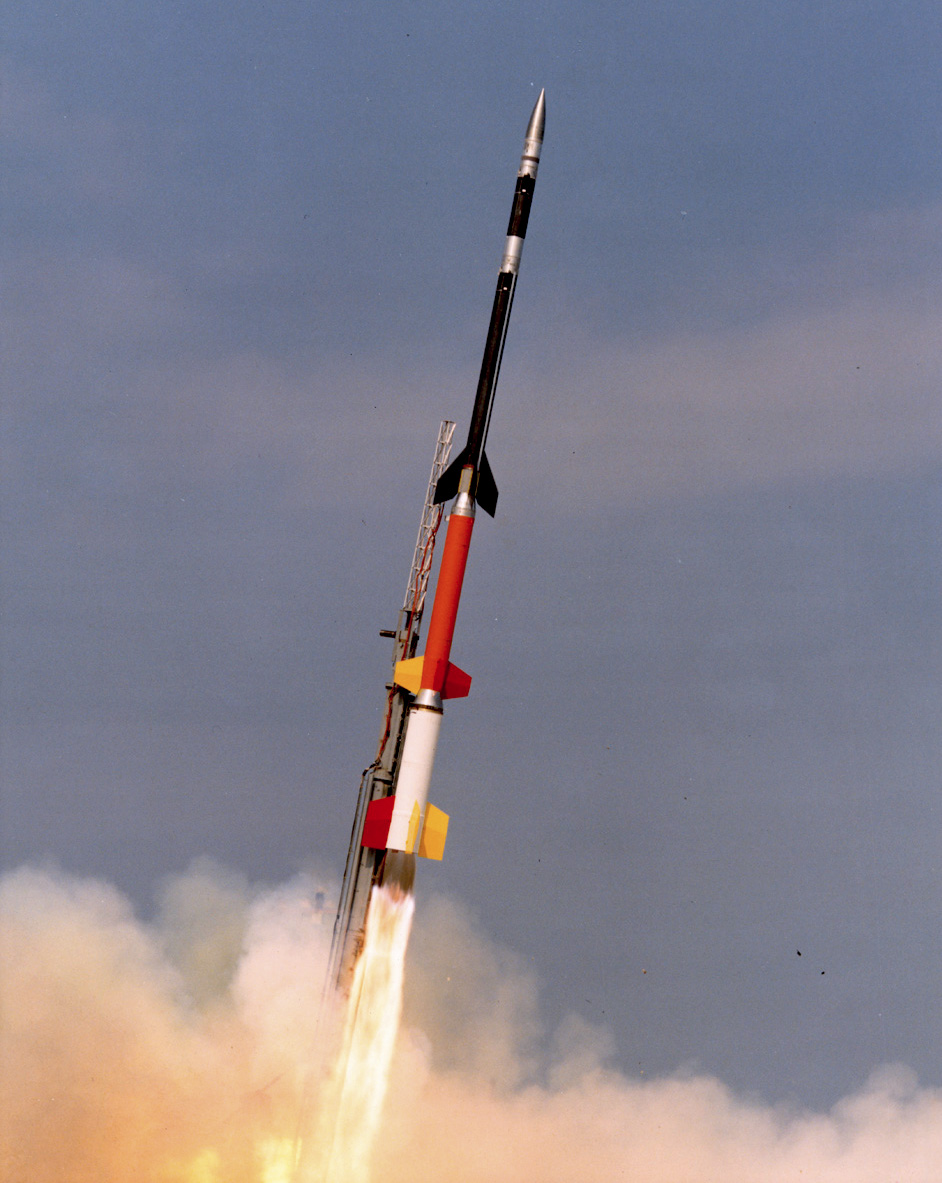
ワロップス飛行施設より発射されるブラック・ブラント XII

ブラック・ブラント（英語: Black Brant）はカナダで設計、生産されている観測ロケット。マニトバ州ウィニペグでブリストル・エアロスペースが製造した。初生産の1961年以来800機を越えるブラック・ブラントとその改良型が打ち上げられており、これまでに生産された中でも最も一般的な観測ロケットの一つになっており、ペイロードもあることから現在でもカナダ宇宙庁やNASAに使われている。なお、英名のBlack Brantはコクガンを意味している。

## 歴史
ブラック・ブラントは1950年代にCARDE（カナダ軍備研究開発事業団）で研究されていた弾道弾迎撃ミサイルシステムと長距離通信の一部分の上層大気特質研究の結果を元に生まれた。1957年にCARDEは高出力固体燃料の研究の一環として、「推進テスト機」（Propulsion Test Vehicle）と呼ばれる簡易なロケットの胴体の生産のためにブリストル・エアロスペースと契約した。推進テスト機はアルベール・フェールによる研究によって、エンジン燃焼時間、推進剤の装薬、弾道弾迎撃システム開発のテスト機として役割が保てる発射角度の変化など様々なことが扱えるように設計され、非常に重量のあるものとなった。最初の試験飛行は2年後の1959年9月にフォート・チャーチル射場で行われた。
CARDEの注目点は後に長距離通信へと変わり、観測ロケットに利用できる「推進テスト機」に注目があたった。この用途により合致するように、ブリストル社は設計をより軽く修正し、観測ロケット用の運用に仕立てた。オリジナルとなった150kmの高さに68kgのペイロードを運べるブラック・ブラントI型と、1960年10月に初飛行したより大型のブラック・ブラントII型、小型でより高い高度に到達するIII型の三形式が製作され、CARDEは数年にわたってこれらのブラック・ブラントを多数打ち上げた。
1963年7月、IV型の生産のためにIII型のブースターステージとなる、全長長いV型が初飛行を行った。IV型の初打ち上げは1964年に行われたが、失敗に終わり、その次も失敗に終わった。これらの失敗は非難されたが、これらの打ち上げ以外にブラック・ブラントは失敗が無く、信頼性の高いロケットとなっている。これ以降、改良が続けられ、現在ではXI、XIIが最新型となっており、新型ではタロスやテリアなどのミサイルを下段として、さらにその上にV型が置かれるようになっている。98%の高い成功率や用途の多様性から現在でも多用されており、最も打ち上げられている観測ロケットの地位を維持している。

## その他
新型のXIIは研究高度よりも高い1500kmにまで到達でき、これは電離層より高く、スペースシャトルや国際宇宙ステーションの高度も超える。ペイロードもある程度は確保されているため衛星軌道への投入もできる。ブラック・ブラントIXの1:1スケールのモックアップがカナダ宇宙庁の本部に置かれている。
推進剤はブラックブラント計画の中でCARDEによって開発され、最高レベルの固体燃料となっている。ブリストルはこの推進剤をCRV7 70mmロケット弾に利用しており、このロケットはワルシャワ条約機構諸国の標準的な航空格納庫を貫通する能力がある。CRV7は西側諸国の軍備の事実上の標準的なロケットになるように設計された。
2009年9月19日、アメリカ合衆国北東部で「夜空に不審な光を見た」という報告が多数行われた。これに対し、NASAは雲の研究のために打ち上げたブラック・ブラントIIXの4段目が278kmほどの高度で排気した微粒子によって作り出された人工の夜光雲であるとしている。

## 種別
ブラック・ブラント I
- ペイロード: 68 kg[要出典]
- 最大到達高度: 225 km
- 推進力: 111 kN
- 重量: 730 kg
- 直径: 0.26 m
- 全長: 7.41 m

ブラック・ブラント II
- ペイロードd: 68 kg[要出典]
- 最大到達高度: 274 km
- 推進力: 89 kN
- 重量: 800 kg
- 直径: 0.44 m
- 全長: 8.45 m

ブラック・ブラント III
- ペイロード: 18 kg[要出典]
- 最大到達高度: 177 km
- 推進力: 49 kN
- 重量: 286 kg
- 直径: 0.26 m
- 全長: 5.50 m.

ブラック・ブラント IV
- ブラックブラントIIIにブラックブラントVを加えた二段ロケット[要出典]
- ペイロード: 100 kg
- 最大到達高度: 1,000 km
- 推進力: 111 kN
- 重量: 1,356 kg
- 直径: 0.44 m
- 全長: 11.06 m

ブラック・ブラント V
- 一段ロケット[要出典]
- ペイロード: 68 kg
- 最大到達高度: 387 km
- 推進力: 111 kN
- 重量: 1197 kg
- 直径: 0.44 m
- 全長: 8.15 m.

ブラック・ブラント VI
- 最大到達高度: 72 km[要出典]
- 推進力: 7 kN
- 重量: 100 kg
- 直径: 0.12 m
- 全長: 2.80 m.

ブラック・ブラント VIII
- 最大到達高度: 340 km[要出典]
- 推進力: 196 kN
- 重量: 2,000 kg
- 直径: 0.44 m
- 全長: 11.90 m

ブラック・ブラント XI
- タロスを1段目、Taurusを2段目、Vを3段目にした3段ロケット[3]
- ペイロード: 230 kgを700 km、あるいは590 kgを250 km
- 最大到達高度:
- 推進力:
- 重量:
- 直径:
- 全長:

ブラック・ブラント X
- ペイロード: 90 kg
- 最大到達高度: 900 km
- 推進力: 257 kN
- 重量: 2600 kg
- 直径: 0.44 m
- 全長: 14.50 m

ブラック・ブラント XII
- タロスを初段、Taurusを2段、Vを3段、ニーカを4段目にした、4段ロケット[4][5][6]。
- ペイロード:  110 – 410 kg （メーカー評価）
- 最大到達高度: 最大1500 km （ペイロード依存）
- 推進力:
- 重量: 最大 5300 kg （ペイロード依存）
- 直径:
- 全長: 15 m

## 註
1. ↑  “NASA、小型観測ロケットを打ち上げ”. sorae.jp. 2011年11月3日閲覧。
2. ↑  “NASA、人工夜光雲観測ミッションを打ち上げ”. sorae.jp. 2011年11月3日閲覧。
3. ↑  Capability Catalog - Black Brant XI
4. ↑  Capability Catalog - Black Brant XII
5. ↑  Black Brant Sounding Rockets
6. ↑  Black Brant Sounding Rockets